# Liste der Staatspräsidenten von Panama
Liste der Staatspräsidenten von Panama
| Name                                | Lebensdaten                          | Amtszeit                              |
| ----------------------------------- | ------------------------------------ | ------------------------------------- |
| José Agustín Arango                 | 24. Februar 1841 – 10. Mai 1909      | 4. November 1903 – 20. Februar 1904   |
| Manuel Amador Guerrero              | 30. Juni 1833 – 2. Mai 1909          | 20. Februar 1904 – 1. Oktober 1908    |
| José Domingo de Obaldía             | 30. Januar 1845 – 1. März 1910       | 1. Oktober 1908 – 1. März 1910        |
| Carlos Antonio Mendoza              | 31. Oktober 1856 – 13. Februar 1916  | 1. März 1910 – 1. Oktober 1910        |
| Federico Boyd                       | 24. September 1851 – 25. Mai 1924    | 1. Oktober 1910 – 5. Oktober 1910     |
| Pablo Arosemena Alba                | 24. September 1836 – 19. August 1920 | 5. Oktober 1910 – 1. Oktober 1912     |
| Belisario Porras Barahona           | 28. November 1856 – 28. August 1942  | 1. Oktober 1912 – 1. Oktober 1916     |
| Ramón Maximiliano Valdés            | 13. Oktober 1867 – 3. Juni 1918      | 1. Oktober 1916 – 3. Juni 1918        |
| Ciro Luis Urriola                   | 3. Juli 1863 – 26. Juni 1922         | 4. Juni 1918 – 1. Oktober 1918        |
| Pedro Antonio Díaz                  | 5. Juli 1852 – 8. Mai 1919           | 1. Oktober 1918 – 12. Oktober 1918    |
| Belisario Porras Barahona           | s. o.                                | 12. Oktober 1918 – 30. Januar 1920    |
| Ernesto Tisdel Lefevre              | 1876 – 24. Dezember 1922             | 30. Januar 1920 – 1. Oktober 1920     |
| Belisario Porras Barahona           | s. o.                                | 1. Oktober 1920 – 1. Oktober 1924     |
| Rodolfo Chiari                      | 15. November 1869 – 16. August 1937  | 1. Oktober 1924 – 1. Oktober 1928     |
| Florencio Harmodio Arosemena        | 17. September 1872 – 30. August 1945 | 1. Oktober 1928 – 3. Januar 1931      |
| Ricardo Joaquín Alfaro Jované       | 20. August 1882 – 20. Februar 1971   | 16. Januar 1931 – 5. Juni 1932        |
| Harmodio Arias Madrid               | 3. Juli 1886 – 23. Dezember 1962     | 5. Juni 1932 – 1. Oktober 1936        |
| Juan Demóstenes Arosemena Barreati  | 24. Juni 1879 – 16. Dezember 1939    | 1. Oktober 1936 – 16. Dezember 1939   |
| Ezequiel Fernández Jaén             | 3. März 1886 – 26. März 1946         | 16. Dezember 1939 – 18. Dezember 1939 |
| Augusto Samuel Boyd                 | 1. August 1879 – 17. Juni 1957       | 18. Dezember 1939 – 1. Oktober 1940   |
| Arnulfo Arias Madrid                | 15. August 1901 – 10. August 1988    | 1. Oktober 1940 – 9. Oktober 1941     |
| Ernesto Jaén Guardia                | 27. November 1895 – 18. April 1961   | 9. Oktober 1941 – 9. Oktober 1941     |
| Ricardo Adolfo de la Guardia Arango | 14. März 1899 – 29. Dezember 1969    | 9. Oktober 1941 – 15. Juni 1945       |
| Enrique Adolfo Jiménez Brin         | 1888 – 28. April 1970                | 15. Juni 1945 – 7. August 1948        |
| Domingo Díaz Arosemena              | 25. Juni 1875 – 23. August 1949      | 7. August 1948 – 28. Juli 1949        |
| Daniel Chanis Pinzón                | 20. November 1892 – 2. Januar 1961   | 28. Juli 1949 – 20. November 1949     |
| Arnulfo Arias Madrid                | s. o.                                | 24. November 1949 – 9. Mai 1951       |
| Alcibíades Arosemena                | 20. November 1883 – 8. April 1958    | 9. Mai 1951 – 1. Oktober 1952         |
| José Antonio Remón Cantera          | 1908 – 2. Januar 1955                | 1. Oktober 1952 – 2. Januar 1955      |
| José Ramón Guizado Valdés           | 13. August 1899 – 2. November 1964   | 2. Januar 1955 – 29. März 1955        |
| Ricardo Manuel Arias Espinoza       | 5. April 1912 – 15. März 1993        | 29. März 1955 – 1. Oktober 1956       |
| Ernesto de la Guardia Navarro       | 30. März 1904 – 2. Mai 1983          | 1. Oktober 1956 – 1. Oktober 1960     |
| Roberto Francisco Chiari Remón      | 2. März 1905 – 1. März 1981          | 1. Oktober 1960 – 1. Oktober 1964     |
| Marco Aurelio Robles Méndez         | 8. November 1905 – 19. April 1990    | 1. Oktober 1964 – 1. Oktober 1968     |
| Arnulfo Arias Madrid                | s. o.                                | 1. Oktober 1968 – 11. Oktober 1968    |
| José María Pinilla Fábrega          | 28. November 1919 – 10. August 1979  | 12. Oktober 1968 – 18. Dezember 1969  |
| Demetrio Basilio Lakas              | 29. August 1925 – 2. November 1999   | 19. Dezember 1969 – 11. Oktober 1978  |
| Aristides Royo                      | * 14. August 1940                    | 11. Oktober 1978 – 31. Juli 1982      |
| Ricardo de la Espriella Toral       | * 5. September 1934                  | 31. Juli 1982 – 13. Februar 1984      |
| Jorge E. Illueca Sibauste           | 7. September 1918 – 3. Mai 2012      | 13. Februar 1984 – 11. Oktober 1984   |
| Nicolás Ardito Barletta Vallarino   | * 21. August 1938                    | 11. Oktober 1984 – 28. September 1985 |
| Erick Arturo del Valle              | 2. Februar 1937 – 2. Oktober 2015    | 28. September 1985 – 26. Februar 1988 |
| Manuel Solís Palma                  | 3. Dezember 1917 – 6. November 2009  | 26. Februar 1988 – 1. September 1989  |
| Francisco Rodríguez                 | 24. November 1938                    | 1. September 1989 – 20. Dezember 1989 |
| Guillermo Endara Galimany           | 12. Mai 1936 – 28. September 2009    | 20. Dezember 1989 – 1. September 1994 |
| Ernesto Pérez Balladares            | * 29. Juni 1946                      | 1. September 1994 – 1. September 1999 |
| Mireya Moscoso                      | * 1. Juli 1946                       | 1. September 1999 – 1. September 2004 |
| Martín Torrijos Espino              | * 18. Juli 1963                      | 1. September 2004 – 1. Juli 2009      |
| Ricardo Martinelli                  | * 11. März 1952                      | 1. Juli 2009 – 1. Juli 2014           |
| Juan Carlos Varela                  | * 12. Dezember 1963                  | 1. Juli 2014 – 1. Juli 2019           |
| Laurentino Cortizo                  | * 30. Januar 1953                    | 1. Juli 2019 – 1. Juli 2024           |
| José Raúl Mulino                    | * 13. Juni 1959                      | 1. Juli 2024 –                        |

## De-facto-Machthaber Panamas, 1968–1989
- Omar Efraín Torrijos Herrera: 13. Oktober 1968 – 1. August 1981
Chef der Militärjunta 1968 bis 1981, Premierminister 1972 bis 1978, Chef der Nationalgarde 1978 bis 1981.
- Florencio Flores Aguilar: 1. August 1981 – 3. März 1982
- Rubén Darío Paredes del Río: 3. März 1982 – 12. August 1983
- Manuel Antonio Noriega Morena: 12. August 1983 – 20. Dezember 1989
 Der General wird oft als Präsident von 1983 bis 1989 angesehen. Er war jedoch lediglich der Chef der Nationalgarde, die später in die Fuerzas de Defensa umgewandelt wurden. Fünf Tage vor seiner Festnahme erhob ihn die Nationalversammlung zum Chef der Regierung mit außerordentlichen und zeitlich unbeschränkten Rechten.